# National Museum of Computing
The National Museum of Computing, w skrócie TNMOC – muzeum technik obliczeniowych znajdujące się w Bletchley Park (hrabstwo Buckinghamshire) w Anglii, otwarte w 2007 roku. Muzeum założone zostało w celu gromadzenia i rekonstrukcji systemów informatycznych, w szczególności tych, które opracowane zostały w Wielkiej Brytanii. Posiada największy w Europie zbiór działających historycznych komputerów, jak również najstarszy na świecie oryginalny działający komputer cyfrowy (Harwell Dekatron/WITCH). 

## Historia
Pomysł założenia muzeum miał być sposobem na uczczenie roli Wielkiej Brytanii w zapoczątkowaniu techniki cyfrowej. Na siedzibę National Museum of Computing wybrano Bletchley Park, gdzie w czasie II wojny światowej kryptolodzy zbudowali pierwsze, mogące uchodzić za nowoczesne, komputery.
National Museum of Computing z siedzibą w Bletchley Park jest niezależną organizacją charytatywną, posiadającą największy w Europie zbiór działających historycznych komputerów, w tym zrekonstruowany Colossus, pierwszy na świecie programowalny elektronicznie komputer.
Zarząd Powierniczy Muzeum (Bletchley Park Trust) wynajął na potrzeby swojej kolekcji kilka budynków w Bletchley, w tym tzw. blok H, w którym w czasie II wojny światowej znajdował się Colossus nr 9. Według Andy Clarka, jednego z założycieli Zarządu Powierniczego, nowa placówka nie ma być tylko miejscem przechowywania starych maszyn w szklanych gablotach, ale muzeum technologii komputerowych. Każdy eksponowany egzemplarz powinien być zrekonstruowany tak, aby umożliwić zapoznanie się z jego funkcjonowaniem.
Muzeum zostało nieoficjalne otwarte w dniu 12 lipca 2007, kiedy British Computer Society zorganizowało w Bletchley konferencję, poświęconą historii pierwszych komputerów i zabiegom podejmowanym w celu ich zachowania.
National Museum of Computing, będące odrębną jednostką w ramach Bletchley Park Trust, umożliwia zwiedzającym prześledzenie rozwoju informatyki, począwszy od supertajnych, pionierskich działań w latach 40. XX w. poprzez systemy mainframe z lat 60. i 70., aż do powstania komputerów osobistych w latach 80. Kolejne zrekonstruowane egzemplarze są regularnie prezentowane publiczności, która ma obecnie możliwość zapoznania się ze zrekonstruowanymi i w pełni działającymi komputerami: Colossus, Harwell Dekatron/ WITCH (jeden z mainframe'owych komputerów z serii ICL 2966 z lat 80.), wieloma wczesnymi komputerami stacjonarnymi z lat 80. i 90., oraz z technologią NPL w galerii internetowej.
Choć muzeum planuje pozyskiwać część funduszy na swoją działalność poprzez rekonstrukcje starych komputerów w innych muzeach na całym świecie, to większość środków finansowych będzie musiała pochodzić z innych źródeł.
W 2009 muzyk Pixelh8, tworzący w technice chiptune, skomponował kilka utworów, używając do tego celu starych komputerów, znajdujących się w zbiorach Muzeum. Utwory zostały zaprezentowane 20 i 21 marca 2009 w ramach koncertu Obsolete?.
W czerwcu 2010 TNMOC było gospodarzem pierwszego w historii Wielkiej Brytanii przeglądu zabytkowych komputerów Vintage Computer Festival.

## Zbiory
Muzealne zbiory prezentowane są w poszczególnych galeriach.

### The Colossus Gallery

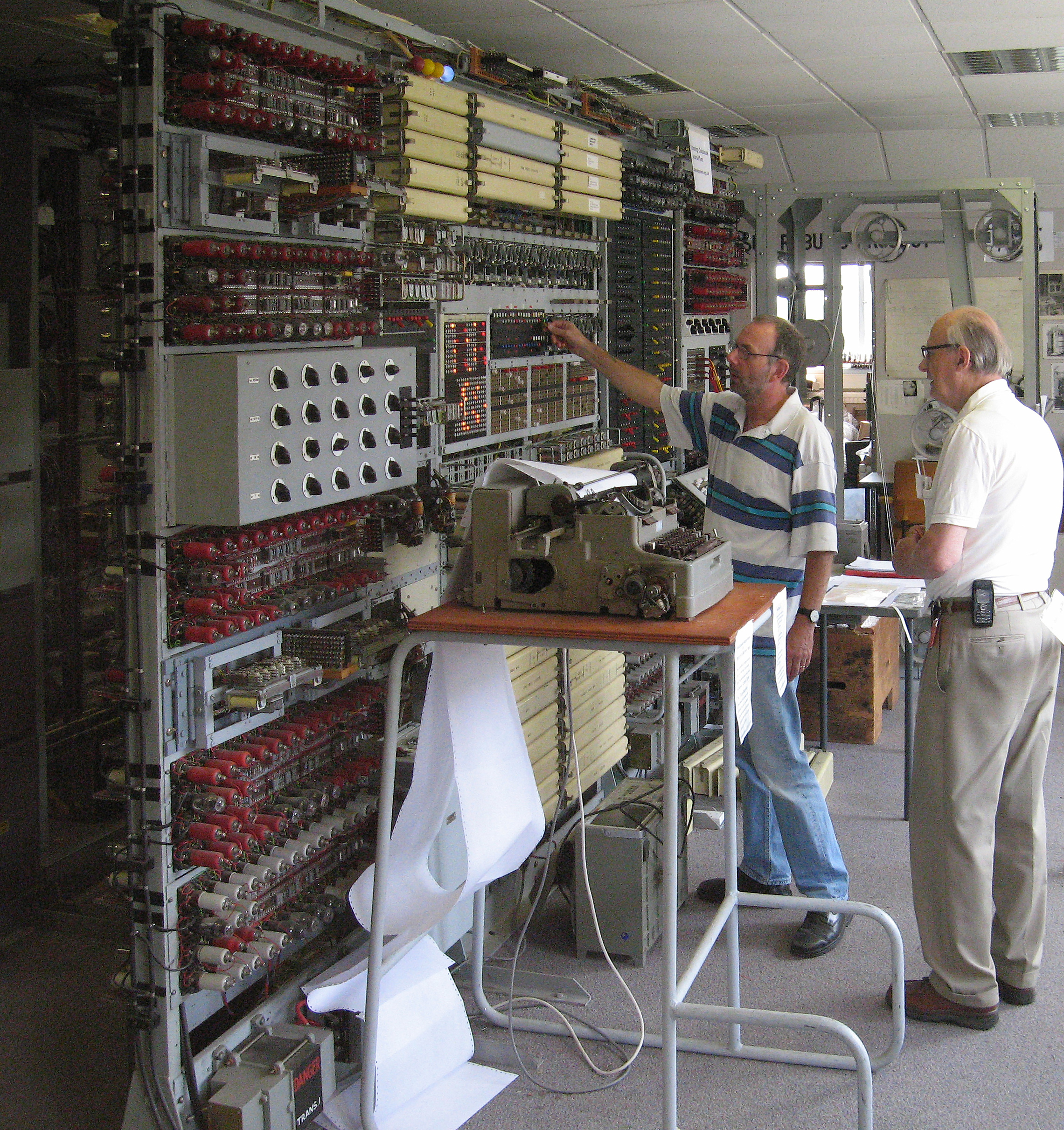
Komputer Colossus, którego rekonstrukcji dokonał zespół pod kierownictwem Tony'ego Sale'a

Atrakcją zbiorów jest zrekonstruowany komputer Colossus, zbudowany w 1943 do łamania szyfrów maszyny Lorenza, służącej do wymiany informacji pomiędzy Hitlerem a jego generałami w czasie II wojny światowej.
W 1992 Tony Sale i jego zespół rozpoczęli ambitne zadanie odbudowy Colossusa. Ich praca dobiegła końca w 2007, kiedy to zrekonstruowany komputer został przetestowany w ramach Colossus Challenge Cipher. Z tej okazji Colossus po raz kolejny zdołał złamać kod Lorenza (w ciągu 3,5 godziny), ale został pokonany w tym wyścigu przez Joachima Schuetha, inżyniera-specjalisty od oprogramowania komputerowego, który dzięki napisanemu z tej okazji specjalnemu programowi zdołał złamać szyfrogram Lorenza w ciągu zaledwie 46 sekund.
W 2012 pod kierownictwem jednego z członków Zarządu Powierniczego TNMOC, Tima Reynoldsa, zorganizowano wielką kampanię zbierania funduszy w celu przekształcenia starej sali warsztatowej mieszczącej Colossusa w całkowicie nową galerię, w której będzie on eksponowany.

### The Tunny Gallery
Galeria Tunny, wraz z Galerią Colossus ukazuje cały proces łamania zaszyfrowanych wiadomości maszyny Lorenza (nazywanej w Wielkiej Brytanii Tunny) począwszy od sygnału przechwyconego w stacji odbiorczej Knockholt w Kent do ostatecznego odszyfrowania wiadomości na maszynie Tunny w Bletchley Park.
Oryginalna maszyna Tunny, zrekonstruowana na podstawie niemieckiej maszyny szyfrującej Lorenz SZ42, została zaprojektowana w 1942 przez Post Office Research Station. Odszyfrowywała ona zaszyfrowane komunikaty teledrukarek niemieckiego dowództwa w czasie II wojny światowej. Dzięki żmudnej pracy zespół ochotników TNMOC pod kierownictwem Johna Pethera i Johna Whettera, na podstawie fragmentarycznych danych (kilka fotografii, schematy obwodów elektrycznych i wspomnienia kilku operatorów oryginalnego Tunny), odbudował w pełni funkcjonalne urządzenie Tunny.
Tunny Gallery została otwarta w dniu 26 maja 2011 w obecności czterech weteranów wojennych: Jerry'ego Robertsa, kierownika zmiany w Testery (założony w 1942 zespół deszyfrantów i lingwistów), Helen Currie, który obsługiwała Tunny, Johna Crofta, deszyfranta w Testery i Gila Haywarda, inżyniera Post Office, który pomógł zbudować pierwsze maszyny Tunny, a później kierował konserwującym je zespołem w Bletchley Park.

### Large Systems
W największej galerii muzeum prezentowane są wczesne duże komputery, m.in.: komputer Harwell Dekatron (WITCH) z początku lat 50., trzy Elliotty z lat 60. i PDP-11 z 1970. Większość ze zgromadzonych komputerów jest w trakcie odnawiania lub już działa.

#### Komputer Harwell Dekatron (WITCH)

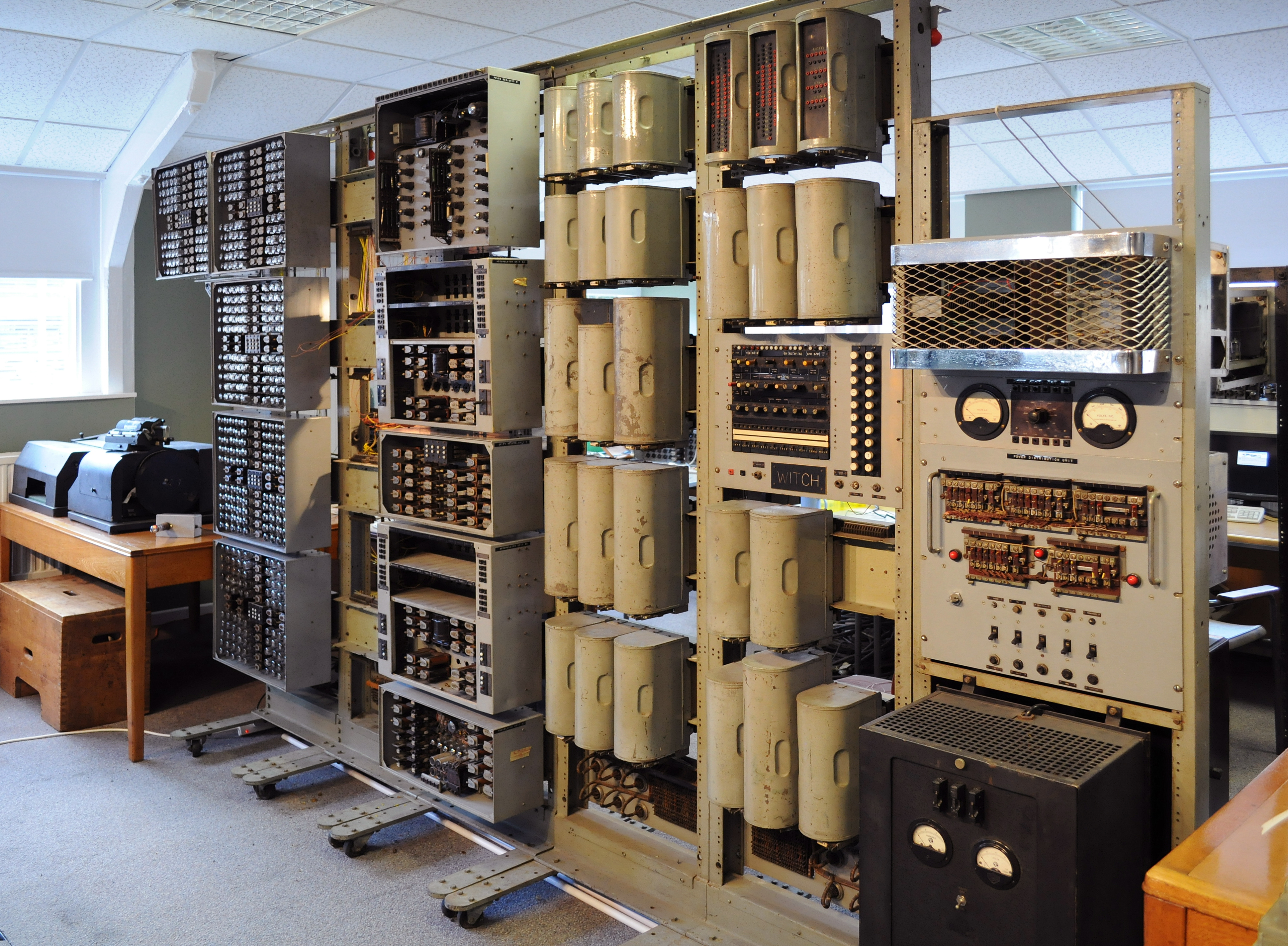
Komputer Harwell Dekatron podczas rekonstrukcji w National Museum of Computing w Bletchley Park (13 stycznia 2010)

W 1949 roku zostały sporządzone plany automatyzacji żmudnych prac, wykonywanych przez zespoły młodych absolwentów przy użyciu kalkulatorów mechanicznych. Priorytetem projektu było uzyskanie prostoty, niezawodności i działania bez nadzoru. Prędkość działania nie była w tym wypadku najistotniejsza.
Komputer Harwell Dekatron powstał w 1951 i służył w Ośrodku Badań nad Energią Atomową w Harwell. Komputer ten nie był zbyt skomplikowany – w pracy wykorzystywał tzw. lampy zliczające, znane jako dekatrony (stąd jego nazwa) – a do przechowywania danych używał papierowej taśmy. Służył do prowadzenia obliczeń i choć był bardzo powolny w działaniu, znany był ze swej niezawodności; używano go do roku 1957.
Potem maszyna pełniła zadania edukacyjne służąc młodym inżynierom do nauki podstaw działania komputerów na Uniwersytecie Wolverhampton, gdzie uzyskała nową nazwę: WITCH (Wolverhampton Instrument for Teaching Computing from Harwell).
WITCH był używany w edukacji komputerowej aż do 1973. Potem przez pewien czas był eksponowany na wystawie w Birmingham Museum of Science and Industry, po czym rozebrano go i złożono w magazynie Birmingham City Council Museums’ Collection Centre.
W 2009 wolontariusze TNMOC znaleźli zdemontowane urządzenie i postanowili przywrócić je do życia. Po zakończeniu prac komputer Harwell Dekatron (WITCH) jest najstarszym na świecie oryginalnym działającym komputerem cyfrowym.

#### Elliott 803B z ok. 1962
Komputer Elliott 803B jest niemal w pełni funkcjonującym urządzeniem, znalezionym w latach 90. na złomowisku samochodów. Do dzisiejszego wyglądu i sprawności przywrócił go, po wielu latach pracy, wolontariusz John Sinclair. Odrestaurował on również inny egzemplarz tego komputera, znajdujący się obecnie w zbiorach Muzeum Nauki w Londynie. W zbiorach TNMOC są ogółem trzy komputery Elliott z serii 800 i 900.

#### PDP-11
Komputer PDP-11 został zaprojektowany w 1970 przez firmę Digital Equipment Corporation. W latach 70. i 80. był jednym z najpopularniejszych komputerów na świecie. Produkowany był jeszcze w latach 90. Pierwsze komputery PDP-11 działały w oparciu o tranzystory, a w końcowym okresie ich produkcji zaczęto stosować układy scalone. Komputery PDP-11 miały, w zależności od potrzeb, różne rozmiary. Były wykorzystywane do prowadzenia eksperymentów w laboratoriach uniwersyteckich, do kontroli urządzeń produkcyjnych w zakładach przemysłowych, a nawet na okrętach wojennych United States Navy. Były powszechnie kopiowane, szczególnie w krajach za żelazną kurtyną. Na komputerach PDP-11 uruchamiano pierwsze oficjalne wersje systemu operacyjnego Unix.

### Mainframe
Komputery typu mainframe pojawiły się w latach 50. Największy komputer w zbiorach Muzeum, ogromny ICL 2966, pochodzi z lat 80., uwagę zwraca też Marconi TAC z końca lat 50.

#### TAC z lat 1958–1960
TAC (Transistorised Automatic Computer) jest jednym z najbardziej niezwykłych komputerów w zbiorach Muzeum. Składa się z czterech dużych szaf i pulpitu sterowniczego. Był jednym z pierwszych komputerów tranzystorowych wyprodukowanych w Wielkiej Brytanii. Egzemplarz ze zbiorów Muzeum był używany jako system monitoringu w elektrowni jądrowej. Działał przez ponad 40 lat, od jego instalacji na początku lat 60. do demontażu w 2004, co jest faktem godnym uwagi biorąc pod uwagę technologię, w jakiej został wykonany. Komputer stanowi dar dla muzeum.

#### ICL 2966 z lat 1985–1987

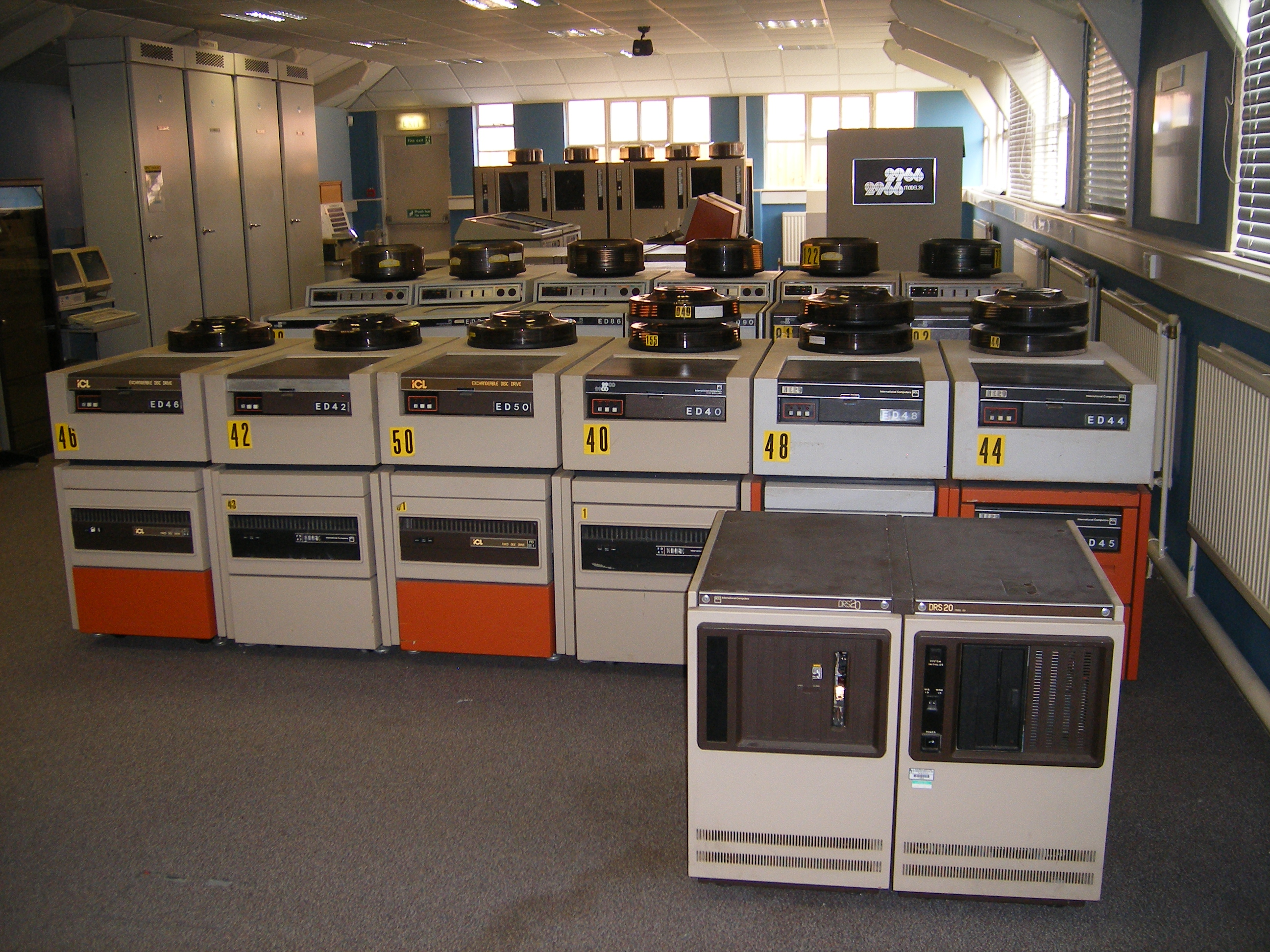
Komputer ICL 2966

Jest to jak dotąd największe urządzenie eksponowane w Muzeum; zajmuje prawie jedną trzecią powierzchni posadzki w Large Systems Gallery.
Ponieważ komputer ten pobiera dużo energii, wymaga osobnego zasilania, aby możliwe było kontynuowanie jego odbudowy. 
Do 1999 ICL 2966 był używany w firmie TARMAC, która po demontażu przekazała go do muzeum na przechowanie. Dopiero pod koniec 2007 znaleziono wystarczająco dużą powierzchnię dla jego ekspozycji. Obecnie realizowany jest długi i trudny projekt przywrócenia jednostki do pełnej sprawności. Muzeum korzysta w tym względzie z pomocy i porad inżyniera z ICL/Fujitsu, który nadzorował pracę komputera w TARMAC a następnie zdemontował go.

### Karty dziurkowane

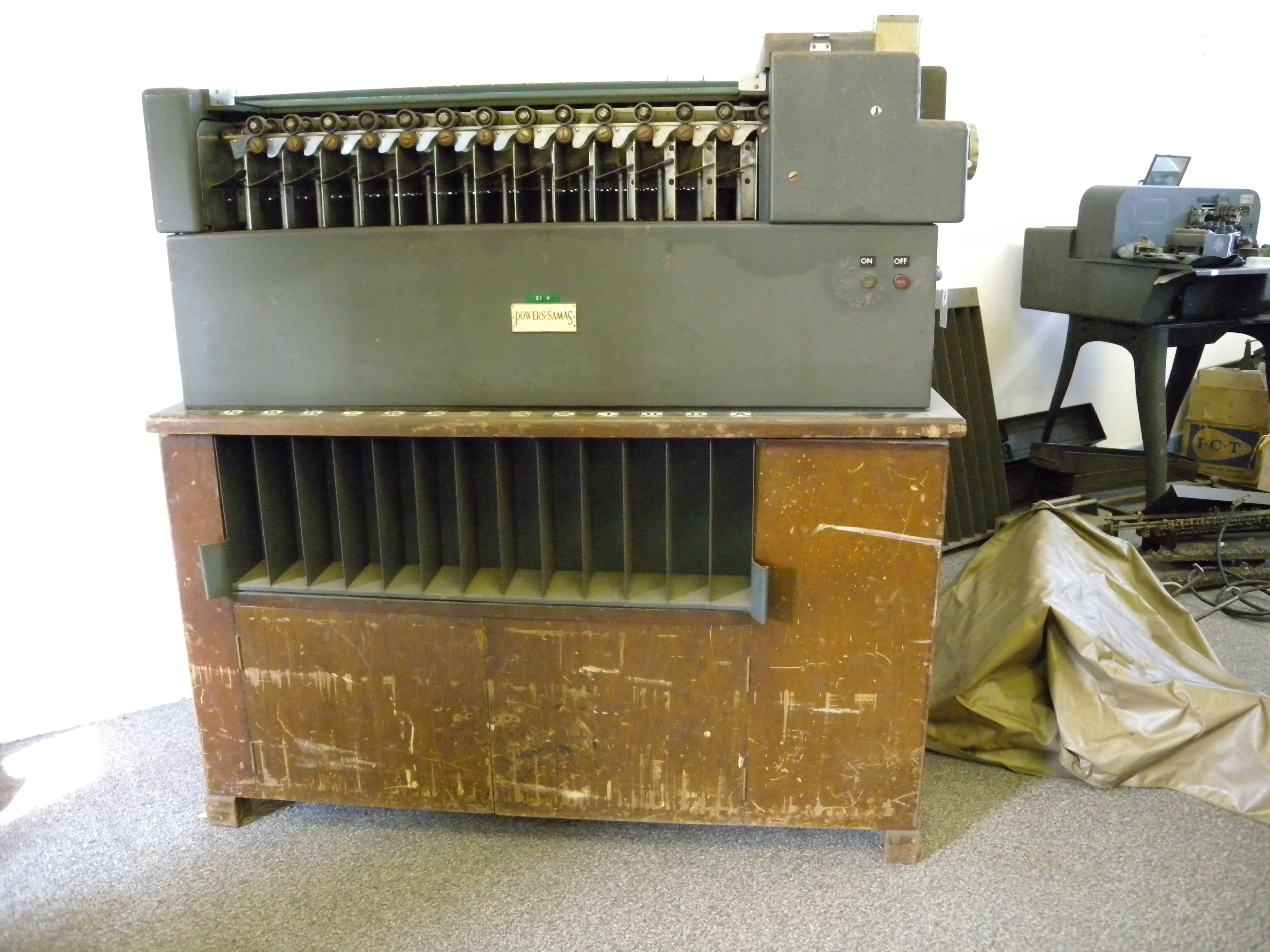
Sorter kart dziurkowanych

Zanim elektroniczne komputery stały się dostępne, wiele biur zostało już zmechanizowanych poprzez wprowadzenie do użytku zaawansowanych kart dziurkowanych, służących do sporządzania list płac, rachunków i kontroli zapasów. Wykwalifikowani operatorzy wprowadzali dane na karty, które mogły być wielokrotnie sortowane i wykorzystywane do sporządzania raportów.
Typowy pakiet biurowy składał z perforatora, sortera, maszyny do zbierania i z tabulatora. Przykładowo karta listy płac miała wyperforowany numer pracownika, całkowitą liczbę przepracowanych przez niego godzin i stawkę godzinową. Elektroniczny system EMP (Electronic Multiplying Punch) obliczał następnie wynagrodzenie całkowite i perforował je z powrotem na tej samej karcie. Karty były mechanicznie sortowane według numerów pracowników, a tabulator drukował odcinki wypłat. Ułożone w stosy karty były przenoszone pomiędzy urządzeniami przez operatorów.
Urządzenia do produkcji kart dziurkowanych, znajdujących się w zbiorach TNMOC, zostały wyprodukowane przez brytyjską firmę Powers-Samas. Sprzęt ten jest przywracany do pełnej sprawności przez wolontariuszy z TNMOC, a znajduje się w nim na zasadzie półstałego wypożyczenia z Liverpool Museum.

### Komputery analogowe

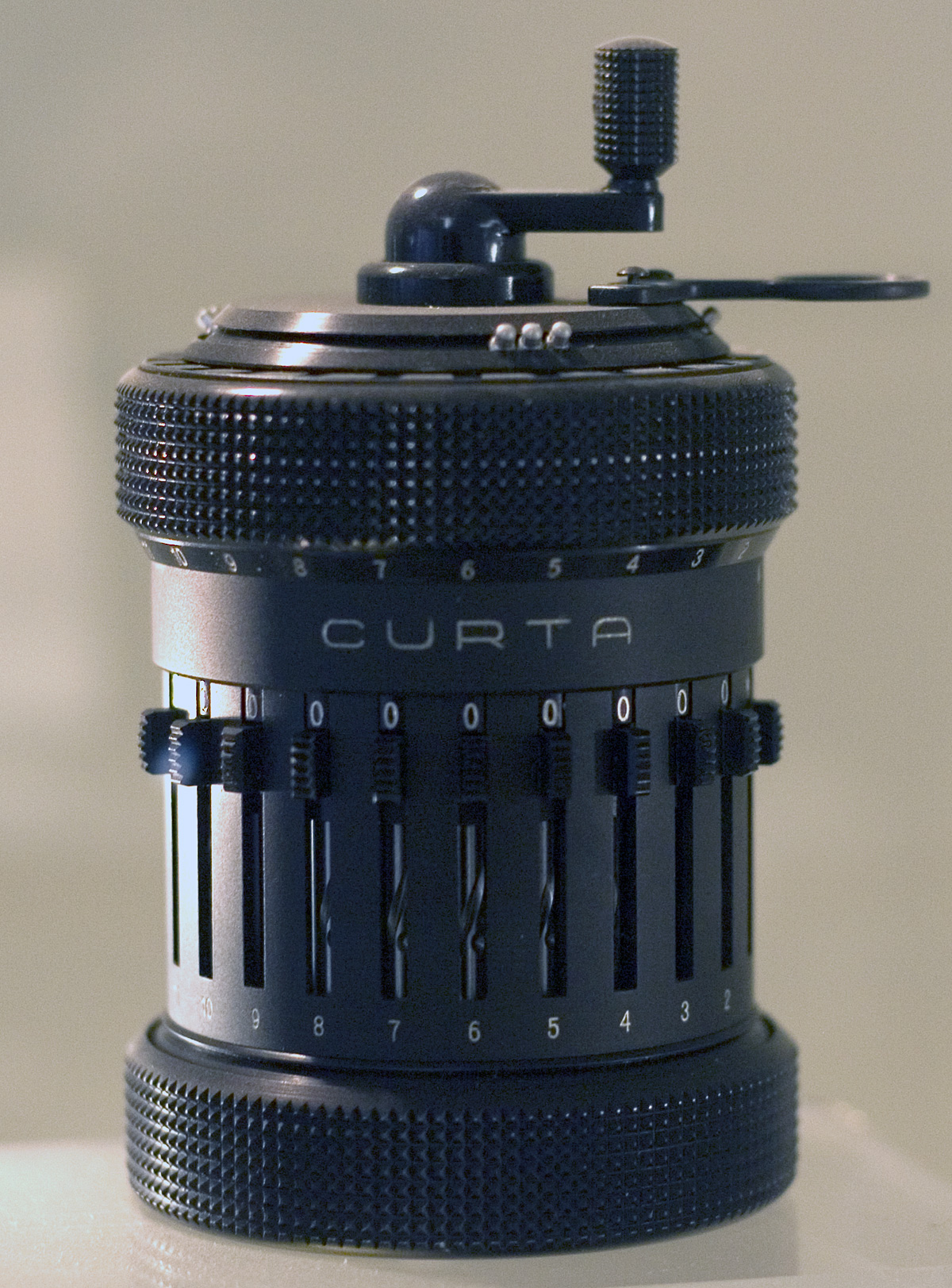
Kalkulator Curta w zbiorach muzeum

Komputery analogowe odznaczały się wydajnością w symulacji złożonych procesów i dostarczały wyników natychmiast. Nadawały się one do sytuacji, w których takie wartości, jak np. napięcie elektryczne czy ciśnienie powietrza, zmieniają się w sposób ciągły, przez co różniły się od komputerów cyfrowych, wykorzystujących wartości dyskretne. Każdy analogowy komputer był konfigurowany pod kątem wykonania określonego zadania.
Przykładem komputera analogowego w zbiorach TNMOC jest model PACE TR-48 wyprodukowany w 1962 przez Electronics Associates Inc., ważący prawie 200 kg i określany jako ówczesny desktop. Używany był m.in. do badań systemów automatycznego podejścia do lądowania, wykonywanych w latach 1968–1977 przez Royal Aircraft Establishment w Bedford.
TR-48 był łatwy w programowaniu jeśli chodzi o zmiany parametrów trajektorii lotu i kontroli silnika w standardowym systemie kontroli lotu, przez co zyskał sobie miano „uniwersalnego autopilota”.
Inne zastosowanie TR-48 (również demonstrowane na wystawie) to dostosowanie go do badania i projektowania optymalnych zawieszeń w samochodach.

### PC Gallery
Galeria prezentująca komputery osobiste i ich rozwój począwszy od lat 70. do chwili obecnej, cieszy się szczególną popularnością wśród zwiedzających, w tym studentów, ponieważ z wielu z tych urządzeń można skorzystać. Ukazuje ona działające komputery takich marek, jak BBC Micro, Sinclair, Amstrad i in.
Galeria komputerów osobistych prezentuje rozwój nie tylko sprzętu komputerowego, ale również oprogramowania.
W zbiorach muzeum znajduje się także kalkulator Curta.